# Torpeda Mark I
Mark I – amerykańska torpeda kalibru 533 mm skonstruowana przez E.W. Bliss Company w oparciu o konstrukcję eksperymentalnej torpedy Bliss-Leavit 5m x 21-inch Mark I. 4 listopada 1905 roku zamówionych zostało 50 torped tego typu. Do roku 1912 wszystkie zostały zmodyfikowane do konfiguracji Mark I Mod 2.